# Polish-Jewish Studies
Die Polish-Jewish Studies (zu Deutsch: „Polnisch-jüdische Studien“) sind eine zeitgeschichtliche Fachzeitschrift, die seit 2020 vom polnischen Institut für Nationales Gedenken herausgegeben wird. Das Periodikum erscheint jährlich in polnischer und englischer Sprache.

## Geschichte und Ausrichtung
Die Zeitschrift wurde 2020 gegründet und enthält Beiträge aus dem Bereich der Geistes- und Sozialwissenschaften. Die Artikel widmen sich den polnisch-jüdischen Beziehungen und der Geschichte der jüdischen Gemeinde in Polen im 20. Jahrhundert.
Das Jahrbuch zielt darauf ab, einen aktuellen Überblick über regionale, überregionale sowie internationale Studien zu bieten und die Leser mit den Aktivitäten des Instituts für Nationales Gedenken zur Bewahrung des Andenkens an die polnischen Juden vertraut zu machen.
Die Zeitschrift soll zur Plattform fundierter wissenschaftlicher Analyse der polnisch-jüdischen Beziehungen werden und Diskussionen zu diesem Thema anstoßen. Durch die Zweisprachigkeit der Beiträge sollen breite Publikumskreise erreicht werden.
Das Jahrbuch gliedert sich in drei Teile: Studien, Rezensionen und Polemiken sowie Chronik. Die abgedruckten Beiträge durchlaufen ein Begutachtungsverfahren. Das Institut für Nationales Gedenken stellt die Zeitschrift in Printform und digital zur Verfügung.
Der erste Band der Polish-Jewish Studies wurde am 21. Januar 2021 bei einer Pressekonferenz in Warschau präsentiert.